# E.T.A.ホフマン
エルンスト・テオドール・アマデウス・ホフマン（Ernst Theodor Amadeus Hoffmann、1776年1月24日 － 1822年6月25日）は、ドイツの作家、作曲家、音楽評論家、画家、法律家。文学、音楽、絵画と多彩な分野で才能を発揮したが、現在では主に後期ロマン派を代表する幻想文学の奇才として知られている。本名はエルンスト・テオドール・ヴィルヘルム・ホフマン（Ernst Theodor Wilhelm Hoffmann）であったが、敬愛するヴォルフガング・アマデウス・モーツァルトにあやかってこの筆名を用いた（伯父と同じ名前を嫌ったとも言われる）。
ケーニヒスベルクの法律家の家系に生まれ、自らも法律を学んで裁判官となるが、その傍らで芸術を愛好し詩作や作曲、絵画制作を行なっていた。1806年にナポレオンの進軍によって官職を失うとバンベルクで劇場監督の職に就き、舞台を手がける傍らで音楽雑誌に小説、音楽評論の寄稿を開始。1814年に判事に復職したのちも裁判官と作家との二重生活を送り、病に倒れるまで旺盛な作家活動を続けた。
小説では自動人形やドッペルゲンガーといった不気味なモチーフを用い、現実と幻想とが入り混じる特異な文学世界を作り出した。また当時のロマン派作家の多くが田舎の田園風景を称揚したのに対し、都会生活を好んで描いたことにも特徴がある。

## 生涯

### ケーニヒスベルクでの生い立ち
E・T・A・ホフマンは1776年1月24日、プロイセン領ケーニヒスベルクにエルンスト・テオドール・ヴィルヘルム・ホフマンとして生まれた。父クリストフ・ルートヴィヒ・ホフマン（Christoph Ludwig Hoffmann）はプロイセン宮廷裁判所の法律顧問であり、その家系はポーランド貴族バギエンスキー家に遡る。母ルイーゼ・アルベルティーネ（Luise Albertine、旧姓デルファー Doerffer）とはいとこ同士であり、デルファー家もまた法律家の家系であった。ホフマンは3人兄弟の末っ子だったが、両親が間もなく不仲となり、彼が2歳の時父が家を出て行った。ホフマンは実母のもとに転居した母に引き取られ、叔父オットー・ヴィルヘルム・デルファーが後見人となった。

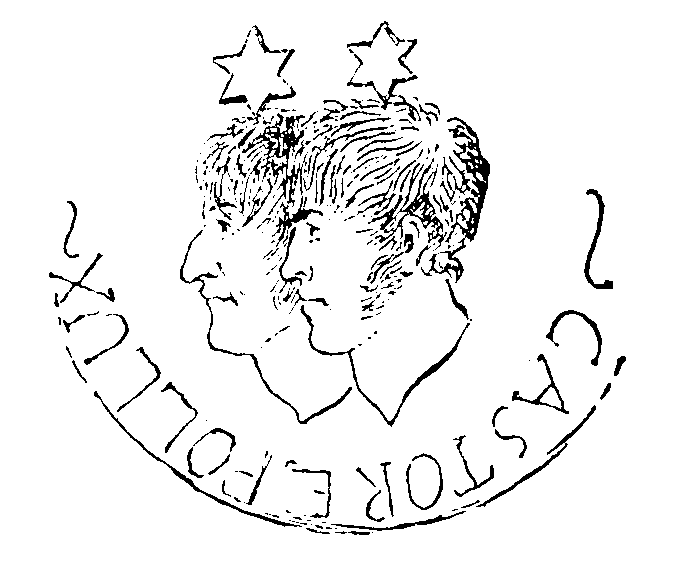
ホフマンとヒッペル（ホフマン画、1803年）

ホフマンは1782年にプロイセンの改革派が経営するブルク学校に入学するが、その一方で合唱指揮者兼オルガン奏者クリスチャン・ポドビエルスキーの下で音楽理論とピアノ演奏法を習った。1786年ころ、終生の友となるテオドール・ゴットリープ・フォン・ヒッペル（de:Theodor Gottlieb von Hippel der Jüngere）に出会う。1792年、ヒッペルとともにケーニヒスベルク大学の法律科に入学。ホフマンはこの頃から法律の勉強の傍ら絵画、作曲、詩作とさまざまな芸術に手を染めており、また多くの文学作品を読んだ。当時ホフマンが読んでいた作家はルソー、スウィフト、スターン、スモレット、ゲーテ、シラー、ジャン・パウルなどであり、特にシラーの『見霊者』を熟読していた。

### ディレッタントとしての生活

#### グローガウ - ベルリン時代
1795年7月にホフマンは司法候補試験に合格し、ケーニヒスベルクで陪席判事として活動を始めた。しかし間もなく学生時代から交際のあった人妻ドーラ・ハット（コーラという愛称で呼ばれていた）との付き合いが問題化したことなどから、翌年グローガウ（現在ポーランドのグウォグフ、当地のユダヤ人にドイツ風の姓を与えるのも仕事であった）へ転任、代父オットー・ヴィルヘルムの伯父ヨハン・ルートヴィヒ・デルファー宅に移り住んだ。コーラとは1798年秋まで手紙のやり取りが続いたが情熱は冷えきっており、代わりにデルファー家の娘ミンナと恋に落ち、この年に婚約を交わした。しかしミンナとは実際に結婚にいたることなく、1802年に婚約を解消することになる。
1798年にホフマンはグローガウで次の司法試験に合格する。ちょうどこの頃、伯父ヨハンが法廷上級顧問官としてベルリンに配属されることになり、ホフマンもこれに合わせて配転希望を提出、8月にベルリンに転居した。ホフマンはこの地で都市生活を堪能し、歌手フリードリヒ・フレックや音楽指揮者アンゼルム・ヴェーバーら芸術家と親交を結び、また宮廷楽長であるヨハン・フリードリヒ・ライヒアルトから音楽を学んだ。判事としての仕事の傍ら絵画の制作や作曲に従事し、自作のオペラ『仮面』をプロイセン王妃ルイーゼに贈るなどしている。また1798年11月からは友人ヒッペルもベルリンに移っており、ホフマンは親友と二人で次の国家試験に備え1800年に「優秀」の成績で合格した。3月、ホフマンはポーゼン（現ポーランド領ポズナニ）の上級裁判所判事補に任命され、ヒッペルとともにポーゼンに移った。

#### ポーゼン - プローク時代

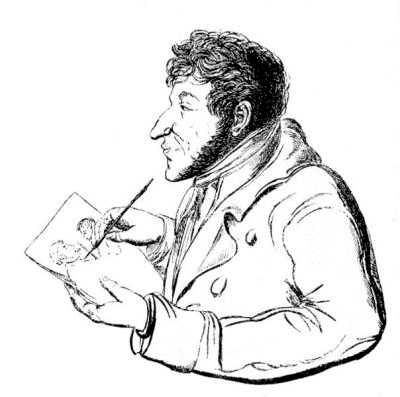
戯画的に描かれたホフマンの自画像

ポーゼンの住民は大部分がポーランド人であり、ドイツ人の役人はドイツ人だけを招いて集会を開いていた。ホフマンはそうした集会の一つである娯楽集会「社交クラブ」のメンバーとなり、政府顧問官ヨハン・ルートヴィヒ・シュヴァルツと親交を結んだ。ホフマンはこのクラブのためにカンタータを作曲しており、シュヴァルツが脚本を書いている。またホフマンはこの集会でワインの愛好熱に取り付かれ、取り分けポンス酒を好むようになった。しかし1802年2月、謝肉祭の仮面舞踏会席上で配布したホフマンによる諷刺画に対し、モデルにされた連隊長ヴィルヘルム・フォン・ツァストフ少将が激怒し、ベルリンにこの件に関する回状を送った。ホフマンは罰としてポーゼン勤務を解かれ、プローク（現ポーランド領プヴォツク）への左遷が決まる。プローク行きに先立つ1802年7月、ホフマンはシュヴァルツを通じて知り合ったポーランド人女性ミヒャリナ・ローレル・トルツィンスカ（Michalina Rorer-Trzcińska ドイツ語版、愛称ミーシャ）と結婚、汚職で告訴されたミーシャの兄の娘であるミシャリーナを養女とし、二人を伴って8月にプロークに移った。
当時のプロークは人口2500人あまりの寒村であった。ホフマンはこの地の社交界に興味を示さず、余暇には自宅に引きこもって創作活動に専念した。この時期ホフマンは喜劇『賞金』を制作し、当時人気のあった喜劇作家フリードリヒ・アウグスト・コッツェブーに送った（この原稿は現在残っていない）。またこの頃にヨハン・クリスティアン・ヴィークレプの『自然魔術』（化学を用いた手品を扱ったもの）を読んで自動人形を製作することを思い立ったり、ルソーの『告白』を読むなどしている。1804年3月、1年半の左遷が解かれワルシャワへの勤務命令を受け、4月にミーシャ、ミシャリーナを連れ同地に向かった。

#### ワルシャワ - ポーゼン時代
ワルシャワは当時南プロイセン州の首都であり、ホフマンは活気のあるこの都市で再び社交に楽しみを見出した。ホフマンは「音楽クラブ」の共同設立者となり、仕事の余暇に音楽演奏に参加したり、クラブのためにフレスコ画を制作し、詩作や作曲も行い、またイタリア語を習得した。この時期ホフマンが作曲したものには『変ホ長調交響曲』『ニ短調ミサ曲』、ブレンターノの戯曲をもとにしたオペラ『招かれざる客』の舞台音楽などがある。またホフマンはヒッペルと並んで生涯の友となるユリウス・エドゥアルト・イッチヒ（1809年からは「ヒッチヒ」と名乗っている）と出会い、ロマン主義文学の愛好者であった彼からティークやブレンターノ、ノヴァーリス、またシュレーゲル兄弟がドイツ語に訳したカルデロンなどの作品を紹介され、これらの文学作品に親しんだ。1805年7月には娘が誕生し、音楽の守護聖人セシリアにちなんでツェツィーリアと名づけられた。
しかし幸福な日々は長く続かず、1806年11月にナポレオン軍がワルシャワに進駐し、プロイセンの政府機関が解体されてしまう。ホフマンは職を失っただけでなく、フランス軍の接収によって住居すら失った。ホフマンは家族を連れムニーツェク宮殿にあった「音楽クラブ」の屋根裏部屋に引っ越したが、やがて現金が底をつき、妻の縁者を頼って1807年1月にポーゼンに移った。しかしフランス軍当局にナポレオンに忠誠を誓うかワルシャワを去るか選択を迫られると、ホフマンは後者を選び、7月に再びベルリンに赴いた。

### 芸術家への転身

#### ベルリン - バンベルク時代
ベルリンの宿屋についた途端、ホフマンは盗難に遭い、手持ちの現金をすべて失ってしまう。官庁への就職も、職を失った国家官僚同士の競争が激しくうまくいかず、ホフマンの生活は非常に困窮した。さらに1807年8月、追い討ちをかけるようにポーゼンから娘ツェツェリア死去の報を受ける。

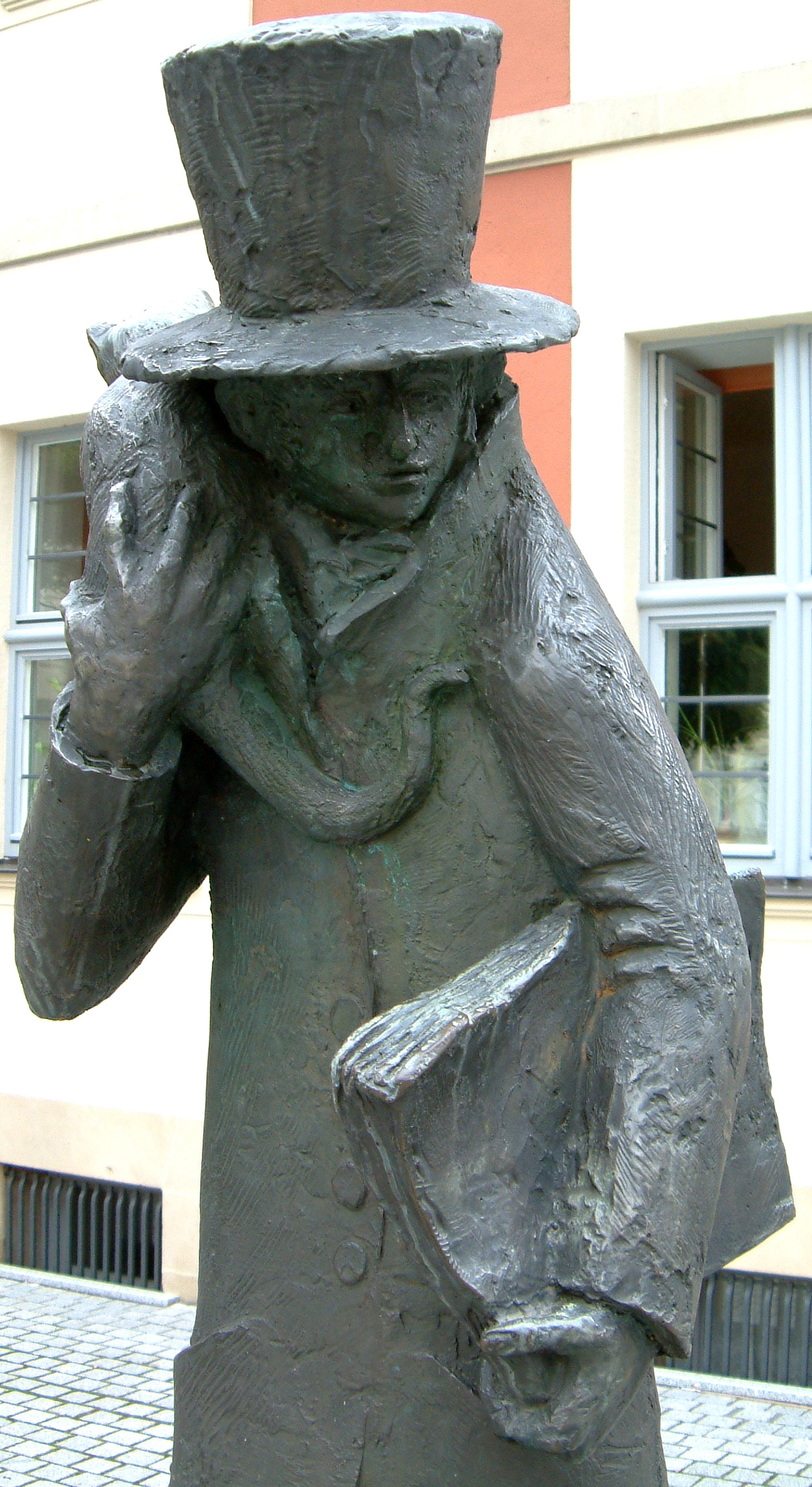
バンベルク劇場前にあるホフマン像

生活に困ったホフマンは、8月末に広告専門の新聞紙『アルゲマイナー・アンツァイガー』に劇団ないし楽団指揮者として求職広告を出した。この広告がバンベルク劇場の関係者の目に留まり、以前ホフマンがオペラに曲を付けたことのあったバンベルク劇場支配人ゾーデン伯爵の仲介もあり、1808年4月にホフマンはバンベルク劇場の音楽指揮者として採用されることになった。ホフマンはミーシャを連れ出すために6月にポーゼンに向かい、この間に後に作家としての名声をもたらすことになる小説『騎士グルック』を完成させた。『騎士グルック』は1809年2月にライプツィヒの『一般音楽新聞』に掲載され、ホフマンはこれをきっかけに劇場での仕事の傍ら同紙へ音楽評論の定期的な寄稿を始めた。
バンベルク劇場のホフマンの仕事は当初、ゾーデン伯爵の後継者として支配人となった俳優ハインリヒ・クノーとの衝突から思うようには運ばなかったが、旧弊な演劇に固執したクノーが劇場を破産に追いやると事態が好転した。1810年にバンベルク劇場は株式会社として生まれ変わり、ホフマンとは旧知の間柄であったフランツ・フォン・ホルバインが新たな支配人として迎え入れられた。ホフマンの才能を認めていたホルバインはホフマンを重用し、ホフマンは作曲家、舞台装置家、画家として思う存分に腕を振るうことができた。上演目録も改良され、すでに古くなっていたコッツェブーの喜劇を除きカルデロンの『十字架の傍の祈念』や『マンティブレの橋』を上演した。
ホフマンはまた副業として上流階級の人々への音楽教育に携わった。1811年、ホフマンは歌唱指導を行なっていた20歳年下のユリア・マルクに恋心を抱くようになり、彼女の婚約者であるハンブルクの商人ゲレーペルに酒の席で無礼を働いてしまう。翌日彼女の母親に弁解の手紙を送ったもののこの事件によってホフマンはバンベルクの社交界へ出入りすることができなくなった。

#### ドレスデン・ライプツィヒ時代

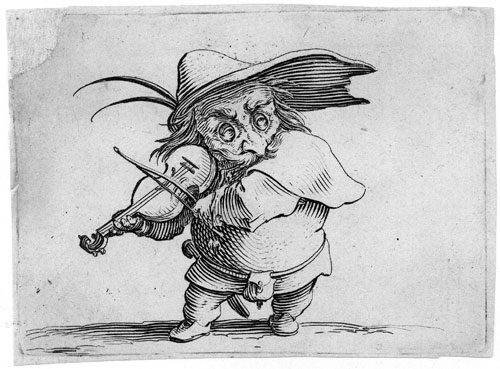
ジャック・カロによる戯画の一例

1813年、ホフマンは『一般音楽新聞』編集長フリードリヒ・ロッホリッツの誘いを受け、ドレスデンのヨゼフ・ゼコンダ演劇会社での音楽指揮者の地位に就くことになった。ホフマンは自由戦争のさなかドレスデンに移住し、ドレスデンとライプツィヒの往復生活を始めた。音楽指揮者の仕事はゼコンダとの性格的な衝突によって1年ほどで解雇されてしまうが、ホフマンは劇団での仕事の傍らで、フケーから依頼された『ウンディーネ』のオペラ作曲を完成し、『磁気催眠術師』『詩人と作曲家』『自動人形』『黄金の壺』などの物語を書き上げてクンツ社と出版契約を結び、さらに長編『悪魔の霊液』の執筆に取り掛かった。
1814年から1815年にかけてクンツ社より発行された『カロ風幻想曲集』はホフマンの文名を高めた。この作品集はホフマンの偏愛する戯画作者ジャック・カロの名をつけて4巻本で発行され、序文はジャン・パウルから寄せられている。

### ベルリンでの作家生活

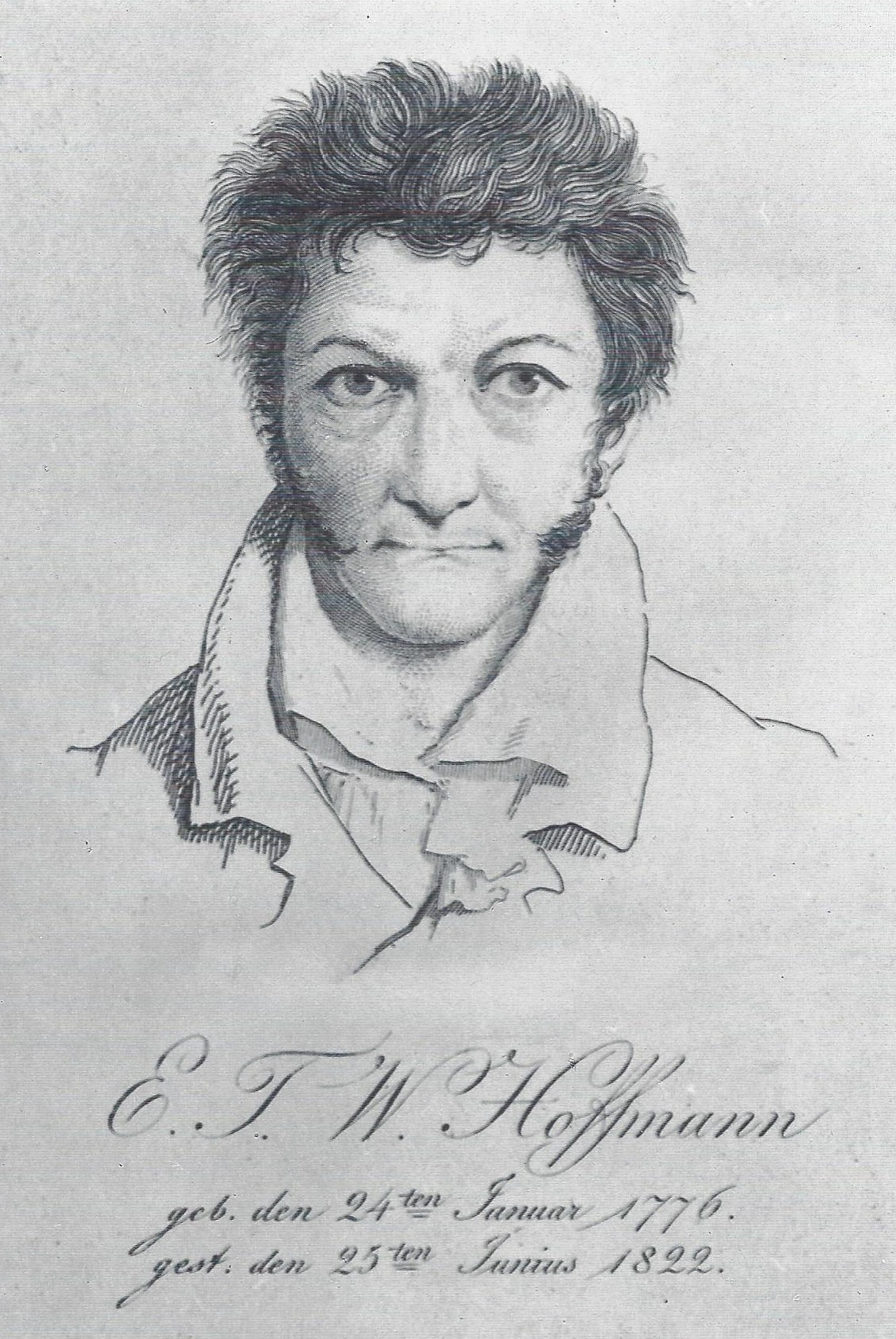
ベルリン時代に描かれた自画像（1810年-20年ころ）

失職したホフマンは、友人ヒッペルの尽力もあり1814年に再びプロイセン国家官僚として採用され、9月にみたびベルリンに移住した。1815年4月からは大審院判事に就任し、ホフマンは裁判官の仕事をしながら売れっ子作家として小説を書き、舞台を手がけ作曲を行ない、また多くの芸術家との社交にいそしむ多忙な生活を送った。当時ホフマンが社交場で交際したのはヒッチヒのほかにシャミッソー、ティーク、フケーらであったが、この時期はとりわけ俳優ルートヴィヒ・デブリエント（de:Ludwig Devrient）との親交を深めた。
ベルリン時代にホフマンは『悪魔の霊液』『くるみ割り人形とねずみの王様』『夜景集』『ゼラピオン同人集』と小説・物語を次々と刊行していった。1818年の夏よりホフマンは「ムル」と名づけた雄猫を飼い始めたが、この猫と自分の生活に着想を得て1819年からは『牡猫ムルの人生観』に取り掛かり、1820年には『ブランビラ王女』を発表している。しかしホフマンは作家業を自身の芸術活動で最も重要なものとは見なしておらず、最も情熱を傾けたのは音楽のほうだった。ホフマンは1814年に完成したオペラ『ウンディーネ』こそ自身の畢生の大作と考えており、ベルリン時代にはこのオペラの上演に最も力を注ぎ、1816年8月にベルリン王立劇場で行なわれた同オペラの初演は大きな成功を収めた。

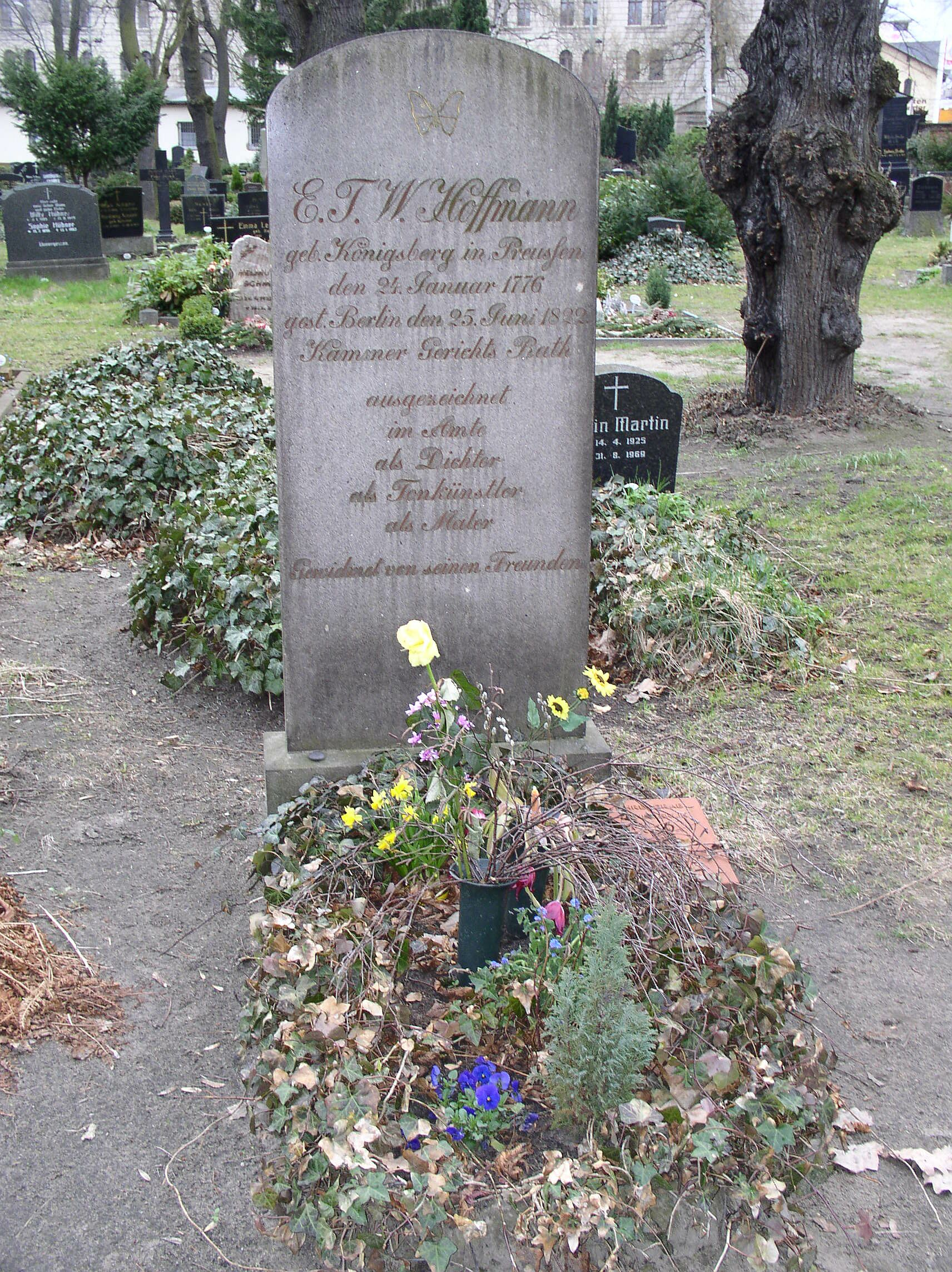
ベルリンにあるホフマンの墓

1819年、プロイセン政府はナポレオン戦争の余波から各地で起こっていた自由民主化運動を抑圧するため「大逆的な結社ならびにその他の危険な策動を調査する直属委員会」を設置し、ホフマンもその一員となった。しかし、内面にではなく実際に成された行為のみに基づいて判決を下すべきだという意見を抱いていたホフマンは国王や上司との関係を悪くした。1819年7月に「ドイツの体操の父」フリードリヒ・ルートヴィヒ・ヤーン（de:Friedrich Ludwig Jahn）が反逆罪で起訴されたが、ヤーンは警察庁長官カンプツを逆に侮辱罪で訴えた。周囲の官僚はヤーンの訴えを無視するべきと考えていたが、ホフマンはヤーンの訴えを聞きカンプツを召喚し、召喚を中止せよという法相からの命令にも従おうとしなかった。ついに国王自らが介入して召喚は中止となり、ホフマンは国王から大きな不興を被った。
1822年2月、出版前のホフマンの小説『蚤の親方』に、ヤーンの審理を揶揄する不敬な表現があるとして出版が差し止められた。国王は直ちにホフマンを尋問するよう要求したが、ホフマンはすでに脊椎カリエスで病床にあり、医師の判断で尋問は行なわれなかった。4月、ホフマンは病床で最後の小説『隅の窓』の口述筆記を行なっていたが、6月25日に病により死去した。

## 受容と影響
ホフマンは人気作家であったものの、同時代ではハインリヒ・ハイネやアーデルベルト・フォン・シャミッソーからの高評価を除き、文学的な評価は得ておらず、どちらかといえば通俗作家の位置に留まっていた。ホフマンの評価はむしろドイツ国外で高まり、1828年にフランスに初めて翻訳されて以降バルザック、ユゴー、ゴーティエ、ジョルジュ・サンド、ミュッセ、ヴィリエ・ド・リラダン、デュマ、ネルヴァル、ボードレール、モーパッサンなど、中でも特に小ロマン派と呼ばれる作家達に大きな影響を及ぼし、またウォルター・スコットのホフマン紹介文の翻訳中で初めてコント・ファンタスティックという語が用いられた。ロシアではプーシキン、ドストエフスキーなどがホフマンの物語を愛好し、その影響はエドガー・アラン・ポーにも及んでいる。ドイツではリヒャルト・ヴァーグナーがホフマンから霊感を得ており、『ニュルンベルクのマイスタージンガー』『タンホイザー』は『ゼラピオン同人集』のなかのパリを舞台にした小説群に多くを負っているほか、『さまよえるオランダ人』もホフマン作品の暗鬱で神秘的な人物像から影響を受けている。またジークムント・フロイトはホフマンの『砂男』を題材にして「不気味」という感情の源泉を分析した『不気味なもの』という論文を執筆している。

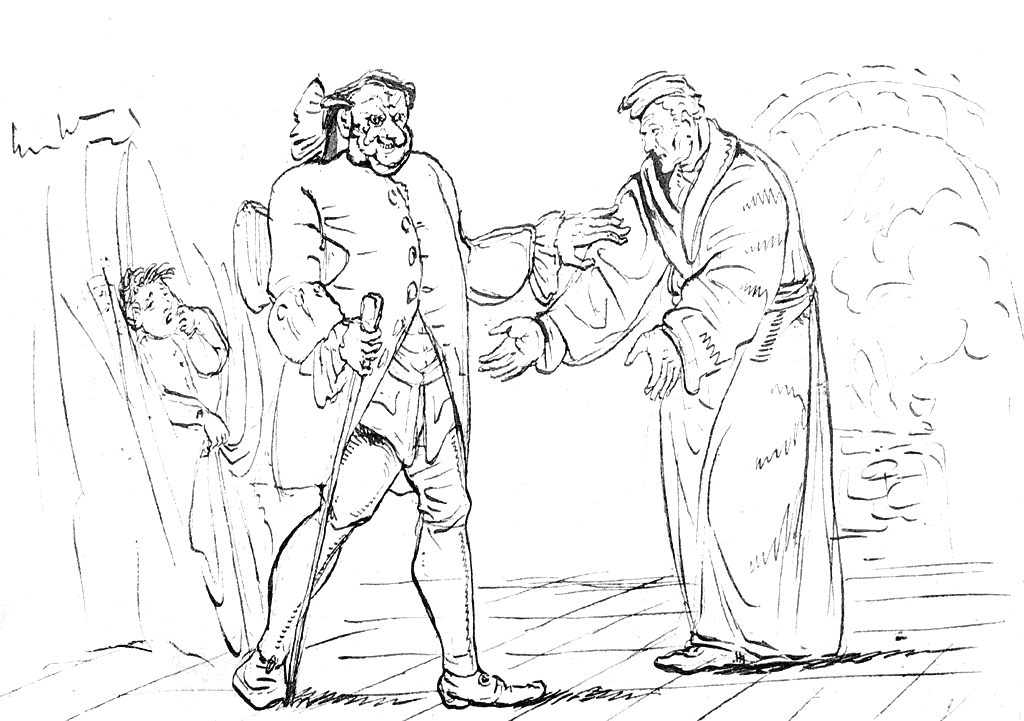
『砂男』のホフマン自身による挿絵

ホフマン作品を基にした楽曲としてはバレエ『くるみ割り人形』『コッペリア』やオペラ『ホフマン物語』、「スキュデリ嬢」をオペラ化したヒンデミットの『カルディヤック』などが知られている。『くるみ割り人形』はホフマンの童話『くるみ割り人形とねずみの王様』からのデュマの翻案（『はしばみ物語』）を基にしており、『コッペリア』はホフマンの『砂男』が原作、『ホフマン物語』は『大晦日の夜の冒険』『砂男』『クレスペル顧問官』の3作を翻案したものである。ほかにホフマンの同名の作品から霊感を得て作られたロベルト・シューマンのピアノ曲集『クライスレリアーナ』や、同名の小説をオペラ化したブゾーニの『花嫁選び』などがある。なお『クライスレリアーナ』はホフマンの文学的分身であるヨハンネス・クライスラー楽長が語るという体裁の音楽評論であるが、ホフマンの代表作の一つ『牡猫ムルの人生観』は人語を解する猫ムルの回想録にこのクライスラー楽長の伝記が混じってしまったという形で書かれた長編小説であり、夏目漱石の『吾輩は猫である』には主人公の猫がこの作品に触れて、ドイツにも同じ境遇の猫がいると知って感慨にふけるシーンがある。
『スキュデリ嬢』は推理小説風の作品で、森鷗外は「エドガー・ポーを読む人は更にホフマンに遡らざるべからず」と述べ、『玉を懐いて罪あり』の題で訳出した。
音楽家としてのホフマンは七十数曲を残しており、成功した『ウンディーネ』以外の作品も後世に再演、再評価されている。CDに録音されたものに、ハープ五重奏曲ハ短調、グランド・ピアノ三重奏曲ホ長調などがあり、歌曲「ソプラノ、テノールとピアノのための6つのイタリア」は、『牡猫ムルの人生観』の中で言及されている。小説の体裁でモーツァルトの『ドン・ジョヴァンニ』の評論ともなっている「ドン・ジュアン」は、この作品の解釈として当時画期的であり、その後の作品理解に大きな影響を与えた。

## 作品一覧

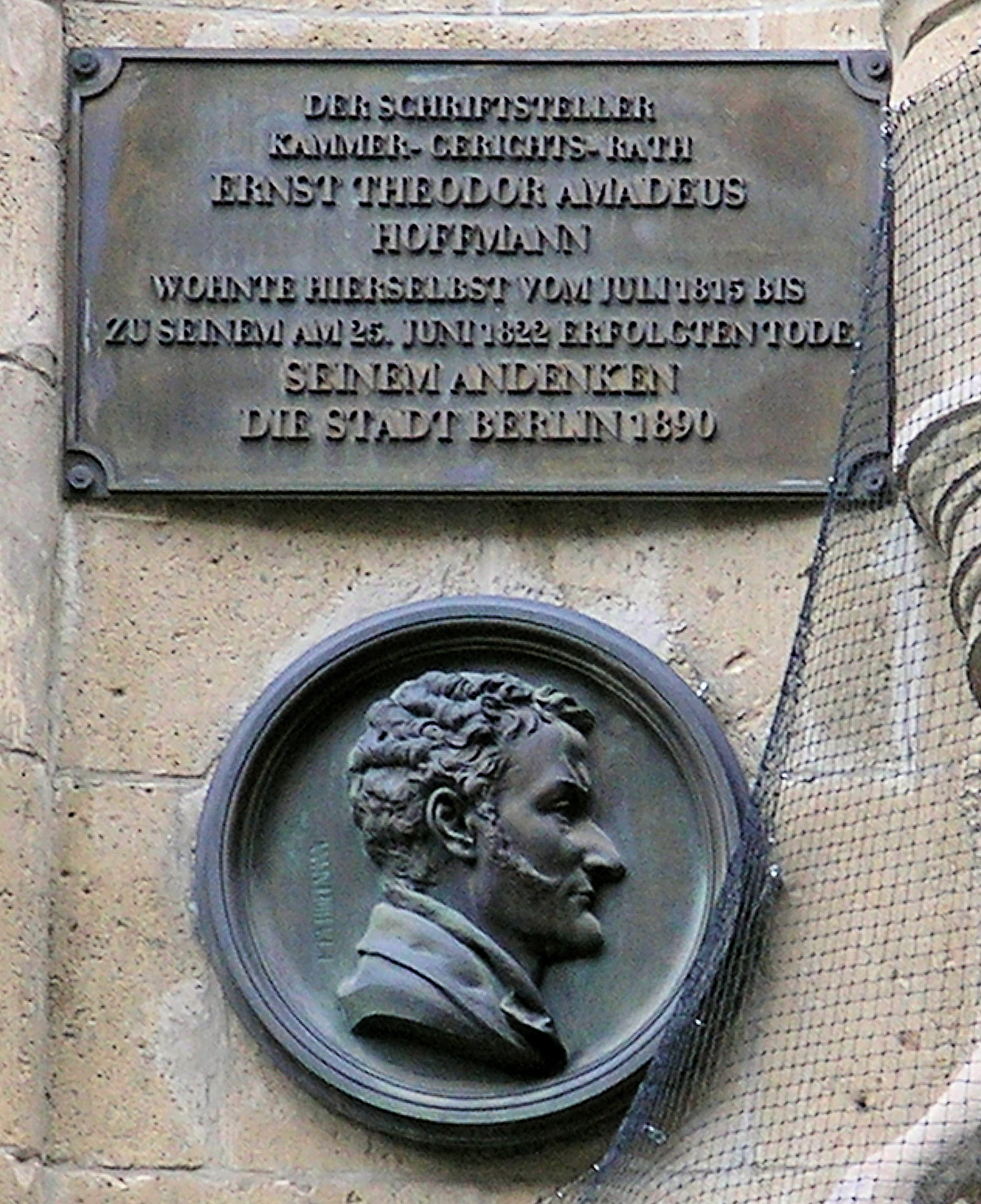
ベルリン、シャルロッテ通りにあるホフマンの記念碑

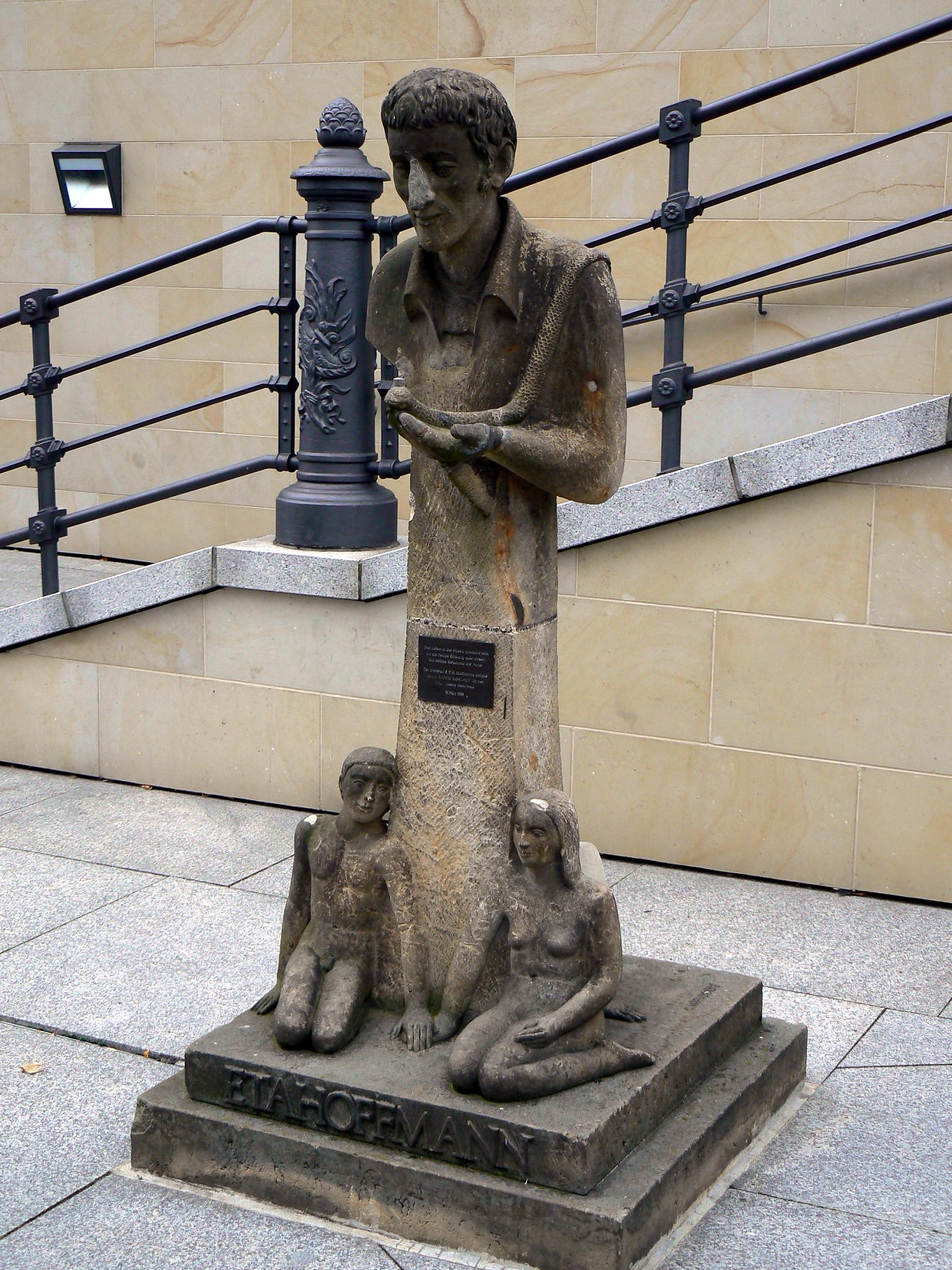
ベルリン、リープクネヒト橋のたもとにあるホフマンの記念碑

ホフマンの肖像を使用したドイツの切手（1972年）

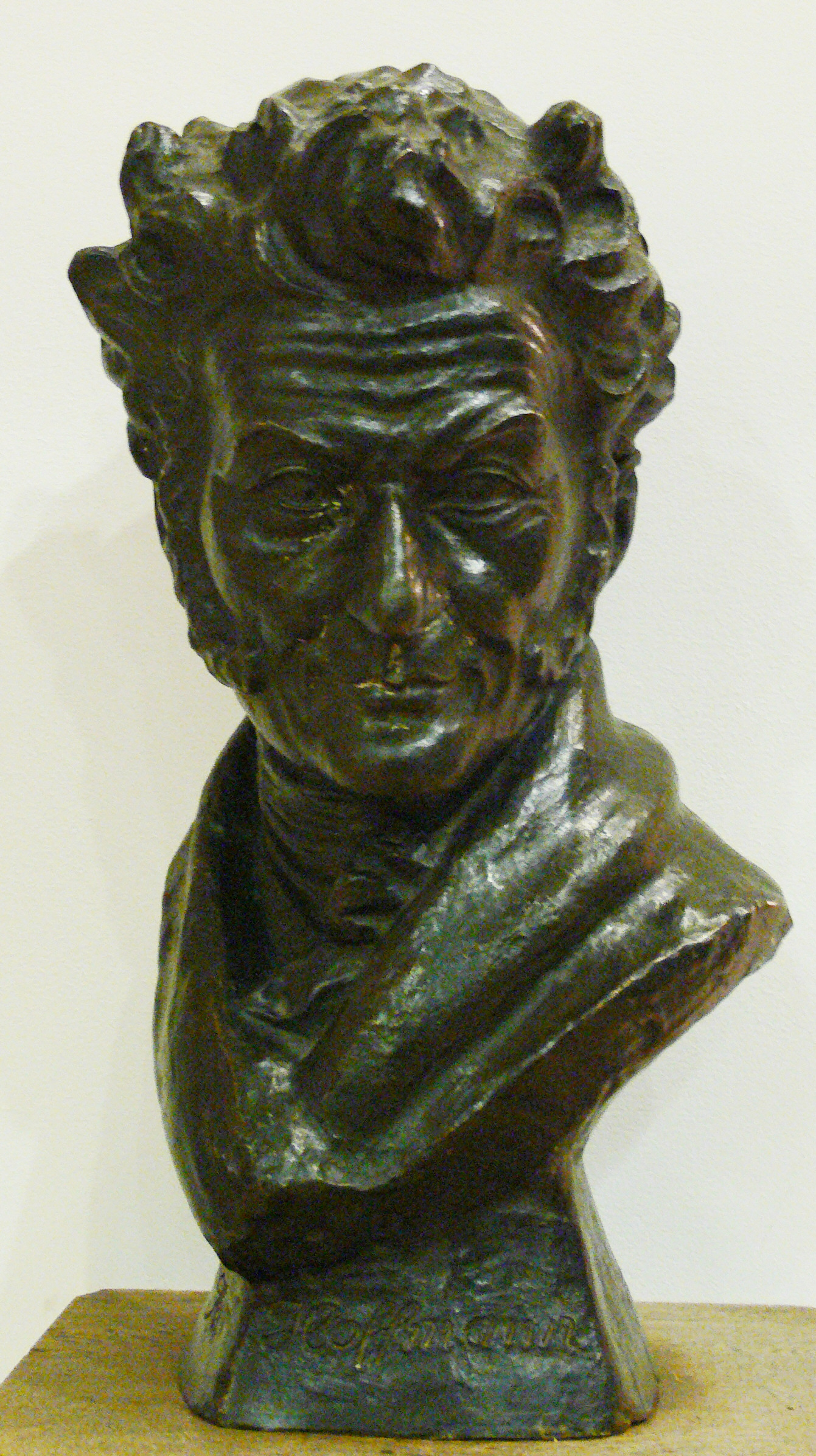
ホフマンの胸像

### 文学
- カロ風幻想曲（Fantasiestücke in Callots Manier、1814年）
  - 騎士グルック（Ritter Gluck）
  - クライスレリアーナ（Kreisleriana）
  - ドン・ジュアン（Don Juan）
  - 犬のベルガンツァの最近の運命に関する報告（Nachricht von den neuesten Schicksalen des Hundes Berganza）
  - 磁気催眠術師（Der Magnetiseur）
  - 黄金の壺（Der goldne Topf）
  - 大晦日の夜の冒険（Die Abenteuer der Sylvesternacht）
- 悪魔の霊液（Die Elixiere des Teufels、1815年）
- 夜曲集（Nachtstücke、1817年）
  - 砂男（Der Sandmann）
  - 請願（Das Gelübde）
  - イグナーツ・デンナー（Ignaz Denner）
  - G町のジェスイット協会（Die Jesuiterkirche in G.）
  - 世襲権（Das Majorat）
  - 荒んだ家（Das öde Haus）
  - サンクトゥス（Das Sanctus）
  - 石の心臓（Das steinerne Herz）
- 劇場監督の奇妙な苦しみ（Seltsame Leiden eines Theater-Direktors 1819年）
- ちびのツァヒェスまたの俗称をツィノーバー（Klein Zaches, genannt Zinnober 1819年）
- ゼラピオン同人集（Die Serapionsbrüder、1819年）
  - 隠者ゼラピオン（Der Einsiedler Serapion）
  - マルティン親方とその弟子たち（Meister Martin der Küfner und seine Gesellen）
  - クレスペル顧問官（Rat Krespel）
  - フェルマータ（Die Fermate）
  - 詩人と作曲家（Der Dichter und der Komponist）
  - 3人の友人の生活から一篇の断章（Ein Fragment aus dem Leben dreier Freunde）
  - アーサー王宮（Der Artushof）
  - ファールン鉱山（Die Bergwerke zu Falun）
  - くるみ割り人形とねずみの王様（Nußknacker und Mausekönig、1816年）
  - 歌合戦（Der Kampf der Sänger） 
  - 幽霊譚（Eine Spukgeschichte）
  - 自動人形（Die Automate）
  - ヴェネツィアの総督と総督夫人（Doge und Dogaresse）
  - 新旧協会音楽問答（Alte und neue Kirchenmusik）
  - 樽屋の親方マルティンとその若衆たち（Meister Martin der Küfner und seine Gesellen）
  - 見知らぬ子供（Das fremde Kind）
  - さる有名な人物の消息（Nachricht aus dem Leben eines bekannten Mannes）
  - 花嫁選び（Die Brautwahl）
  - 不気味な訪問者（Der unheimliche Gast）
  - スキュデリ嬢（Das Fräulein von Scuderi）
  - 賭事師の運 （Spielerglück、1819年）
  - 男爵フォン・B.という人物（Der Baron von B.）
  - シニョール・フォルミカ（Signor Formica）
  - ツァハリーアス・ヴェルナー（Zacharias Werner）
  - 幻のごと現われしもの（Erscheinungen）
  - 物事の関連性（Der Zusammenhang der Dinge）
  - ヴァンパイアリズム（Vampirismus）
  - 美的趣味のティーパーティー （Die ästhetische Teegesellschaft）
  - 王さまの花嫁 （Die Königsbraut）
- ブランビラ王女（Prinzessin Brambilla、1820年）
- 牡猫ムルの人生観（Lebensansichten des Katers Murr、1820年）
- 誤謬（Die Irrungen、1820年）
- 秘密（Die Geheimnisse、1821年）
- ドッペルゲンガー（Die Doppeltgänger、1821年）
- 蚤の親方（Meister Floh、1822年）
- 隅の窓（Des Vetters Eckfenster、1822年）

### 音楽
※は音源のあるもの

#### 歌劇
- 『恋と嫉妬（愛と嫉妬）』（Liebe und Eifersucht、1807年）（※／序曲だけのものも有）
- 『不老不死の薬』（Der Trank der Unsterblichkeit 、1812年）（※序曲のみ）
- 『ウンディーネ』（Undine、Zauberoper、1814年。1816年初演）（※序曲その他のみ）

#### 管弦楽曲
- バルト海の十字架（1805年）※
- 交響曲変ホ長調（1806年）※
- バレエ音楽『道化師（アルルカン／アルレッキーノ）』（1808年）※

#### 室内楽曲
- ハープ五重奏曲ハ短調（1807年）※（1965年のアンドレ・シャルランによる録音もあり、CDに復刻されている）
- ピアノ三重奏曲（Grand Trio）ホ長調（1809年）※（1965年のアンドレ・シャルランによる録音レコード>もあり、CDに復刻されている。Schwann）

#### ピアノ曲
- ロンド（1795年）
- 5つのピアノ・ソナタ（イ長調、ヘ短調、ヘ長調、ヘ短調、嬰ハ短調）（1805-1808年）※

#### 教会音楽
- ミサ曲ニ短調（Messa d-Moll、1805年）※
- ミゼレーレ変ロ短調（Miserere b-Moll、1809年）※

#### 合唱曲
- 「夜の歌 − 静かで崇高な夜」作品77（Nachtgesang – Still und hehr die Nacht、1819年）
- 「トルコの音楽」作品78（Türkische Musik、1820年）

#### 声楽曲
- イタリア語の6つの小二重唱（6 Duettini itariani）※